# Bellamya leopoldvillensis
Bellamya leopoldvillensis là một loài ốc nước ngọt cỡ lớn có mang và vảy, là động vật thân mềm chân bụng sống dưới nước thuộc họ Viviparidae.
Đây là loài đặc hữu của Cộng hòa Dân chủ Congo.